# 기무라 세이지
기무라 세이지(일본어: 木村 誠二, 2001년 8월 24일~)는 일본의 축구 선수이다.

## 구단 경력
2020년 J1리그의 FC 도쿄에 입단하였다.

## 국가대표팀 경력
그는 2022년 AFC U-23 아시안컵에 참가할 일본 U-23 국가대표팀에 발탁되었다.
2024년 AFC U-23 아시안컵에도 출전, 우승에 기여했다. 2024년 하계 올림픽에도 발탁되었으며, 3경기에 출전, 8강 진출에 기여했다.